# Paolo Pedretti
Pour les articles homonymes, voir Pedretti.
Paolo Pedretti (né le 22 janvier 1906 à Orsenigo, dans la province de Côme en Lombardie et mort à Tavernerio le 22 février 1983) était un coureur cycliste sur piste italien des années 1930.

## Biographie
Paolo Pedretti devient champion olympique de la poursuite par équipe aux J.O. de Los Angeles en 1932.

## L'équipe d'Italie championne olympique en 1932 à Los Angeles
- Marco Cimatti
- Paolo Pedretti
- Alberto Ghilardi
- Nino Borsari